# فرش‌مرجان‌نما
فرش‌مرجان‌نما (نام علمی: Parazoanthus) نام یک سرده از راسته فرش‌مرجان‌سانان است.